# Acantilado costero de Los Perros
Acantilado costero de Los Perros este o arie protejată (arie specială de conservare — SAC, sit de importanță comunitară — SCI) din Spania întinsă pe o suprafață de 65,9 ha, integral pe uscat.

## Localizare
Centrul sitului Acantilado costero de Los Perros este situat la coordonatele 28°23′15″N 16°41′54″W / 28.3875°N 16.6984°V.

## Înființare
Situl Acantilado costero de Los Perros a fost declarat sit de importanță comunitară în octombrie 1999 pentru a proteja 3 specii de plante. Situl a fost protejat și ca arie specială de conservare în ianuarie 2010.

## Biodiversitate
Situată în ecoregiunea , aria protejată conține 1 habitat natural: Faleze cu floră endemică de pe coastele macaroneziene.
La baza desemnării sitului se află mai multe specii protejate de  plante (3): Anagyris latifolia, Kunkeliella subsucculenta, Limonium arboreum.